# Xã Nodaway, Quận Holt, Missouri
Xã Nodaway (tiếng Anh: Nodaway Township) là một xã thuộc quận Holt, tiểu bang Missouri, Hoa Kỳ. Năm 2010, dân số của xã này là 151 người.